# Alexander Wolf
Alexander L. Wolf (Nova Iorque, 12 de setembro de 1956) é um cientista da computação reconhecido por suas pesquisas em engenharia de software, sistemas de processamento distribuído e redes de computadores. A ele é creditado, com seus diversos colaboradores, a introdução do moderno estudo de arquitetura de software.
Wolf foi presidente da Association for Computing Machinery (ACM).

## Prêmios e honrarias
- 2014 Outstanding Research Award